# Ultramarine (Band)
Ultramarine sind eine britische Electronica-Band, die 1989 von Ian Cooper und Paul Hammond gegründet wurde. Für einige Live-Auftritte und Remixe traten beide gemeinsam mit weiteren Musikern auch unter dem Namen Ultramarine Big Band auf.

## Bandgeschichte
Cooper und Hammond wuchsen beide in Maldon, Essex auf und kennen sich, seit sie 14 Jahre alt waren. Mitte der 1980er Jahre gründeten beide mit drei weiteren Musikern die Band A Primary Industry. Das 1986 veröffentlichte Debütalbum der Band trug bereits den Titel Ultramarine.
Später zogen Cooper und Hammond nach London. Nach der Auflösung von A Primary Industry gründeten beide die Band Ultramarine. Ihre erste Veröffentlichung war die Single Wyndham Lewis, deren Texte sie einer Spoken-Word-Aufnahme des gleichnamigen Künstlers aus den 1940er Jahren entnahmen. Im April 1990 erschien ihr Debütalbum Folk auf dem belgischen Label Les Disques du Crépuscule. Einem größeren Hörerkreis wurden sie mit ihrem zweiten, 1991 auf Brainiak Records veröffentlichten Album Every Man and Woman is a Star bekannt. 
1992 tourte die Band unter anderem mit Meat Beat Manifesto und Orbital durch die USA und 1993 gemeinsam mit Björk durch die USA und Europa.
Für das 1993 veröffentlichte Album United Kingdoms arbeitete die Band unter anderem mit dem Musiker Robert Wyatt zusammen. Die aus dem Album ausgekoppelte Single Kingdom erreichte im Juli 1993 die britischen Charts und stellt damit den größten Hit der Band dar. 1994 steuerte David McAlmont den Gesang zur von Kevin Ayers geschriebenen Single Hymn bei. 1995 erschien auf Blanco y Negro Records das vierte Studioalbum Bel Air. Nach Veröffentlichung des Albums A User's Guide im Jahr 1998 erschien zunächst kein neues Material mehr.
Ab 2002 produzierte Paul Hammond solo unter Pseudonymen wie Further Details und Iken neue Musikstücke. 2003 erschien auf LTM Recordings das Compilation-Album Companion (Every Man And Woman Is A Star Versions).
Die mehrjährige Pause endete im Jahr 2010, als die Band zu ausgewählten Anlässen erstmals wieder live auftrat. Im Jahr 2011 erschienen dann mit Find A Way und Acid / Butch zwei neue Singles der Band. Im September 2013 folgte das sechste Studioalbum This Time Last Year. 2019 erschien ihr achtes Album Signals Into Space. Dieses Album wurde über einen Zeitraum von drei Jahren von Ian Cooper und Paul Hammond konzipiert und enthält vier Songs, die gemeinsam mit der nordamerikanischen Musikerin Anna Domino geschrieben wurden. In Signal Into Space gibt es auch Beiträge des Saxophonisten Iain Ballamy und des Perkussionisten & Vibraphonisten Ric Elsworth. Es wurde in London mit Andy Ramsay von Stereolab aufgenommen bzw. abgemischt und von Noel Summerville gemastert.

## Diskografie (Auswahl)

### Alben
- 1990: Folk (Les Disques du Crépuscule)
- 1991: Every Man and Woman Is a Star (Brainiak Records)
- 1993: United Kingdoms (Blanco y Negro)
- 1995: Bel Air (Blanco y Negro)
- 1998: A User's Guide (New Electronica)
- 2013: This Time Last Year (Real Soon)
- 2019: Meditations (Les Disques du Crépuscule)
- 2019: Signals into Space (Les Disques du Crépuscule)
- 2023: Send and Return (Blackford Hill)

### Kompilationen
- 2003: Companion (Every Man and Woman Is a Star Versions) (LTM)

### Singles & EPs
- 1989: Wyndham Lewis (Les Disques du Crépuscule)
- 1990: Stella (Dancyclopaedia)
- 1991: Weird Gear / British Summertime (Brainiak Records)
- 1992: Nightfall in Sweetleaf (Rough Trade)
- 1992: Saratoga / Nova Scotia (Rough Trade)
- 1993: Kingdom (Blanco y Negro)
- 1993: Happy Land (Blanco y Negro)
- 1994: Barefoot E.P. (Blanco y Negro)
- 1994: Hymn (Blanco y Negro)
- 1995: Sketches (Blanco y Negro)
- 1995: First Air (Blanco y Negro)
- 1998: On the Brink (New Electronica)
- 2003: Carl Craig Remixes (Real Soon)
- 2011: Find A Way (Real Soon)
- 2011: Acid / Butch (WNCL Recordings)
- 2014: Passwords (Real Soon)
- 2018: Blackwaterside (Random Spectacular)
- 2020: The Sun in the East (Real Soon)
- 2020: Interiors (Blackford Hill)